# 山楂酸
山楂酸（英語：Maslinic acid），别名马斯里酸或2α-羟基齐墩果酸，是一种齐墩果烷型五环三萜酸，存在于山楂，油橄榄、枇杷叶、桔梗、广藿香、鼠尾草等植物中。在油橄榄和山楂表皮果蜡含量最高，苹果表皮果蜡也有一定的山楂酸。其主要从油橄榄中提取，亦可以齐墩果酸为原料合成制备。研究表明其具有多种药理活性。

## 药理活性
体外研究表明山楂酸可以抑制丝氨酸蛋白酶活性，因该酶是HIV病毒在体内扩散所需的关键酶，因此山楂酸可能作为治疗HIV的一个突破点。其对肠癌细胞也具备体外抑制增殖活性。在大鼠身上，山楂酸能提高兴奋性氨基酸转运蛋白2（EAAT2）对谷氨酸吸收，来减缓谷氨酸毒性作用。在老鼠肝脏中，山楂酸可起到糖原磷酸化酶抑制剂作用，这一点可以在虹鳟鱼上证实，暴露于山楂酸后，糖原开始在鱼肝中积累。

## 临床意义
山楂酸已被证实具有抗氧化活性，能清除活性氧和活性氮物种。它还对小鼠巨噬细胞中的TNF-α和IL-6等促炎细胞因子具有抑制作用。这些作用均有利于蛋白质合成、促进生长发育和强化关节。当老年人服用山楂酸，并配以力量训练后可增强肌肉质量。